# Anno 1404
Anno 1404 est un jeu vidéo pour PC développé par Related Designs et édité par Ubisoft, sorti le 25 juin 2009. En Amérique du Nord, le jeu est commercialisé par l'éditeur sous la marque Dawn of Discovery.
C'est un opus de la série des Anno, paru après Anno 1602, Anno 1503, Anno 1701 et avant Anno 2070 et Anno 2205 ainsi que Anno 1800. Comme ses prédécesseurs, le principe du jeu consiste à construire et gérer une colonie dans un monde imaginaire. Dans Anno 1404, les villes s'érigent dans des zones occidentale ou proche-orientale. Le 25 février 2010, l'extension Anno 1404 : Venise est mise en vente.

## Histoire
La campagne débute lorsque le joueur est chargé d'administrer un fief en Occident octroyé par l'Empereur. Ce dernier souffre d'une maladie et Lord Northburg, cousin et trésorier de Sa Majesté, veille à la construction d'une cathédrale pour prier au rétablissement du suzerain. Au même moment, le Cardinal Lucius ainsi que Guy Forcas se préparent à une croisade en Orient. Le joueur apprend ainsi les concepts de base du jeu en aidant aux préparatifs de la croisade et en fournissant des matériaux à Lord Northburg pour l'édification de la cathédrale.
Alors que les vaisseaux croisés lèvent l'ancre, Lord Northburg découvre certains indices qui laissent planer un mystère délictueux insoupçonné. Le joueur et Northburg se rapprochent alors du Grand Vizir oriental et réussissent à démanteler un réseau corsaire de vente d'enfants. Plus l'histoire avance, une certitude se dévoile au joueur : l'un des protagonistes principaux a l'intention de profiter de la croisade et de la faiblesse momentanée de l'Empereur pour le renverser. Northburg est subséquemment enlevé et le joueur doit poursuivre l'enquête seul. Tout au long des chapitres suivants, le joueur se doit de gagner à sa cause de nouveaux alliés, convaincre les participants à la croisade qu'ils sont manipulés à des fins machiavéliques et vaincre les forces du mal pour assurer la pérennité du régime impérial.

## Personnages
- Le narrateur : Benoît Allemane
- Marie d'Artois : Laura Blanc
- Hassan Ben Sahid : Serge Thiriet
- Hildegard von Lewenstein : Évelyne Grandjean
- Sir Gavin Langston : Pierre-François Pistorio
- Giovanni di Mercante : Gérard Surugue
- Willem van der Mark : Denis Boileau
- Lord Richard Northburgh : Hervé Caradec
- Leif Jorgensen : Charles Pestel
- Helena Flores : Laetitia Lefebvre
- Guy Forcas : Philippe Bozo
- Al Zahir : Michel Elias
- La baronne Constanza Zanchi : Florence Dumortier
- Le cardinal Lucius : Bruno Dubernat

## Système de jeu
Le joueur, comme dans les autres jeux de la série Anno, doit gérer au mieux son territoire et ses unités aux côtés de joueurs gérés par l'IA. Il doit notamment combler les besoins de ses habitants, engager des relations diplomatiques avec les joueurs contrôlés par l'IA, et étendre au maximum la taille de ses villes. Il est également possible de combattre à l'aide de vaisseaux ou d'unités terrestres.
L'un des principaux aspects du jeu est la récupération des matières premières (arbres, pierre, minerai de fer, chanvre...) et leur transformation dans les usines et ateliers adéquats en ressources de plus en plus évoluées qui en découlent (bois, fer, outils, lin...). Ces ressources sont nécessaires à la vie des citoyens, à la construction de bâtiments ou encore aux échanges commerciaux avec les villes adverses.

## Extension
L'extension annoncée en novembre 2009 par Ubisoft est sortie le 25 février 2010. Pour les Nord-Américains, Anno 1404 : Venise n'est disponible que via les services payants de téléchargement en ligne.
Le cadre vénitien de l'extension offre de nouvelles fonctions et certains changements de décor.

## Accueil

### Critique
L'accueil du titre original (sans l'extension) fut très enthousiaste, la note de l'agrégateur Metacritic étant de 82/100. La qualité des graphismes, la complexité des chaînes de production et l'ajout du système d'honneur ont, entre autres, été salués[réf. souhaitée]. La sévérité du système de protection « Tagès » contre le piratage d'Ubisoft, la présence de certains bogues et le manque d'un mode multijoueur sont, pour leur part, des lacunes relevées par les mêmes recenseurs[réf. souhaitée]. Le mode multijoueur fut inclus ultérieurement dans l'extension Venise mais uniquement en réseau local.